# Sinar Merak
De Sinar Merak is een containerschip met een capaciteit van 918 TEU uit 1986 dat onder de Panamese vlag vaart. Het schip heeft IMO-nummer 8511433. Het schip heeft een volume van 8689 bruto-tonnage.
Het schip werd gebouwd door scheepswerf Verolme in Heusden, en onder de naam Alarni te water gelaten.
In januari 2007 kwam het schip in aanvaring met een vermeende bewapende vissersboot in Zuidoost-Azië.